# Paul Krumpe
Paul Edward Krumpe (Torrance (Califórnia), 4 de março de 1963) é um ex-futebolista estadunidense, que atuava como defensor.

## Carreira
Paul Krumpe integrou a histórica Seleção dos Estados Unidos na Copa do Mundo de 1990.